# Малые реки Екатеринбурга
Малыми реками Екатеринбурга в основном являются бывшие притоки реки Исети. Кроме Истока, Патрушихи и Ольховки приблизительно до середины XX века в Исеть впадало ещё несколько малых рек, протекающих теперь под землёй в трубах или исчезнувших. Некоторые из них, в свою очередь, также имели притоки.
В северо-восточной оконечности Городского пруда за стадионом «Динамо» в Исеть широким рукавом впадала река Мельковка с притоком Основинкой. С открытием в 1817 году в песчаных отложениях Мельковки россыпного золота здесь построили золотопромывальную фабрику, в низовьях речки образовался большой пруд, получивший название Мельковский. Воды Мельковского пруда были спущены в Городской пруд в 1928 году, а речку впоследствии убрали под землю, взяв в трубу.
Река Основинка продолжает существовать, но мелеет и не имеет прямой связи с Городским прудом. По ней назван заложенный в 1920-е гг. Основинский парк. На участке золотопромывальной фабрики в Мельковку также впадала речка Засухин Ключ, вытекавшая из пруда Харитоновского сада.
Из Втузгородка, южнее проспекта Ленина раньше текла река Малаховка, а через Хлебную площадь (сейчас на её месте находится дендрологический парк-выставка по улице 8 Марта) справа в Исеть впадала река Акулинка.
Из болотца в Зелёной Роще вдоль современной улицы Большакова вытекала река Монастырка, а за современным Пивзаводом в Исеть впадала река Черемшанка.
Левый приток Исети — река Чёрная с двумя прудами-озерками — течёт через парк Лесоводов России.